# Ариел Лин
Ариел Лин (на китайски: 林依晨; на английски: Ariel Lin; родена през 1982 г.) е тайванска актриса и певица. Тя става известна с ролята си на Юан Сянцин в тайванската драма „Започна с целувка“ (на английски: It Started with a Kiss) (2005) и китайската фентъзи драма „Малката фея“ (на английски: The Little Fairy) (2006). Тя печели награда „Златна камбана“ за най-добра актриса на 43-тата и 47-ата церемония съответно за ролите си в „Отново се целуват“ (на английски: They Kiss Again) (2007) и „Навреме с теб“ (на английски: In Time with You) (2011). Омъжена е и има дете.